# 中村秀利
中村 秀利（なかむら ひでとし、1954年〈昭和29年〉7月12日 - 2014年〈平成26年〉12月24日）は、日本の声優、俳優、ナレーター。東京都出身。81プロデュース最終所属。

## 経歴
幼いころは歌手志望であり、中学時代からギターを弾いていた。音楽は好きだったが、難しいと思い、その後は音楽の道へと進むことは考えていなかった。
私立向上高等学校中退後、子供の頃によく見ていた映画の影響で、映画が好きだったことや、歌が好きだったこともあり、役者を目指して17歳で演劇学校に入学。学校仲間に勧められた野沢那智がラジオパーソナリティを務めたTBSラジオ番組『パックインミュージック』を聴いて野沢に会ってみたいと思い、18歳の時に新劇の雑誌で野沢が主宰する劇団薔薇座の記事を見つけて入団。『シャンテ』で初舞台を踏み、舞台俳優としての活動を始める。同じく劇団薔薇座出身の鈴木清信・椎橋重らとともに1993年に劇団「フェドー劇場」を立ち上げ、舞台活動を行っていた。
後に81プロデュースに所属し、以降はアニメ・吹き替え・ナレーションと幅広く活動していた。
2014年12月24日、クモ膜下出血により死去。60歳没。

## 人物
声種はハイバリトン。
代表作は『つくってあそぼ』のゴロリの声。また、うさんくさい人物、思い込みの激しいギャグキャラクター役で知られていた。
師匠であった野沢那智の死後は、野沢が長らく吹き替えを担当していたブルース・ウィリスの吹き替えを担当することが多くなり、『ダイ・ハード/ラスト・デイ』では劇場公開版におけるジョン・マクレーン役を引き継いだ。また、『バットマン リターンズ』のWOWOW放映時には野沢の代役としてマックス・シュレックの吹き替えを追加録音部分で担当した。
特技は歌唱、ギター。叔父は日本舞踊を教えていた。趣味・好きなことは犬の散歩、料理を作ること。
好きな言葉は「一生一度」。

## 後任
中村の死後、持ち役を引き継いだ人物は以下の通り。
| 後任       | 役名                       | 概要作品                                | 後任の初担当作品                                       |
| ---------- | -------------------------- | --------------------------------------- | ------------------------------------------------------ |
| 野川雅史   | トニー・グレイザー         | 『戦姫絶唱シンフォギア』                | 『戦姫絶唱シンフォギアGX』                             |
| 大塚芳忠   | ビッグ・ジム               | 『アンダー・ザ・ドーム』                | シーズン3                                              |
| 佐久田脩   | レオン・ヴァンス           | 『NCIS:LA 〜極秘潜入捜査班』            | 『NCIS 〜ネイビー犯罪捜査班』                          |
| 河西健吾   | ギド・ルシオン・デビルーク | 『To LOVEる -とらぶる-』                | 『To LOVEる -とらぶる- ダークネス』                    |
| 井上和彦   | ルシファー                 | 『スーパーナチュラル』                  | シーズン11                                             |
| 佐藤せつじ | セルジュ                   | 『ビバリーヒルズ・コップ3』テレビ朝日版 | WOWOW追加収録                                          |
| 堀内賢雄   | セルジュ                   | 『ビバリーヒルズ・コップ3』テレビ朝日版 | 『ビバリーヒルズ・コップ: アクセル・フォーリー』       |
| 仲野裕     | ペペ・ル・ピュー           | 『ルーニー・テューンズ・ショー』        | シーズン2『問題ない心の問題』                          |
| 相沢まさき | 大竹                       | 『幽☆遊☆白書』                          | 『幽☆遊☆白書 のるかそるか』                            |
| 髙階俊嗣   | ブラン・ブルターク         | 『機動戦士Ζガンダム』                   | 『CR フィーバー機動戦士Ζガンダム』                     |
| 露崎亘     | ヨシロー・ハン             | 『ネメシス』                            | 完声版追加録音部分                                     |
| 酒巻光宏   | ゴロリ                     | 『つくってあそぼ』                      | [フレッシャーズのみなさんへ] NHK新生活応援プロジェクト |
| 遠藤大智   | シン・マツナガ             | 『モビルスーツバリエーション』          | 『機動戦士ガンダム U.C. ENGAGE』                       |
| 江原正士   | メロヴィンジアン           | 『マトリックス』シリーズ                | 『マトリックス レザレクションズ』                      |

## 出演
太字はメインキャラクター。

### テレビアニメ
1978年
- 新・エースをねらえ!
- ドカベン（1978年 - 1979年、村田、水鬼、稲月、ハリーフォアマン、神大 他）
- はいからさんが通る（高屋敷要、やくざの兄貴分）
- 未来少年コナン（局員B）
- ルパン三世（第2作）（1978年 - 1980年）

1980年
- 釣りキチ三平（審判）
- 鉄腕アトム（第2作）（エプシロン、船員ロボット）
- 伝説巨神イデオン（1980年 - 1981年、要員、兵士）
- ニルスの不思議な旅（1980年 - 1981年、キツネ、農婦の夫、フクロウ 他）

1981年
- あしたのジョー2
- おはよう!スパンク
- まいっちんぐマチコ先生

1982年
- 戦闘メカ ザブングル（カタカム）
- 野生のさけび

1983年
- キャッツ♥アイ
- 聖戦士ダンバイン（ピネガン・ハンム）

1984年
- 特装機兵ドルバック（トム）
- よろしくメカドック（パルサー）

1985年
- 機動戦士Ζガンダム（ブラン・ブルターク）
- ダーティペア（クレオ、シャンプー）

1987年
- アニメ三銃士
- 機甲戦記ドラグナー（ホルツ）

1989年
- 獣神ライガー（ドル・ファントム）
- それいけ!アンパンマン（1989年 - 1998年、イルカのいじめっ子（A）〈初代〉、アンコラ〈代役〉、あかかぶおじさん〈初代〉、砂の魔王〈2代目〉、カステラ男爵〈2代目〉）
- ダッシュ!四駆郎（鬼道院陣）
- パラソルヘンべえ（いずみの父）
- 魔神英雄伝ワタル（怪傑ゾロリ）
- 魔動王グランゾート（マグマントル、サイゾーン）

1990年
- からくり剣豪伝ムサシロード（センゾウ）
- 魔神英雄伝ワタル2（クレオバトル）
- 魔法少女レインボーブライト（スターライト）
- YAWARA!（部員D）

1991年
- おにいさまへ…（医師）
- おばけのホーリー（バラキュラ、メロナップル、カルレオーレ）
- シティーハンター'91（朝倉）
- ふたりはなかよし（ナレーション）
- 炎の闘球児 ドッジ弾平（1991年 - 1992年、東審判長）
- 丸出だめ夫（ナレーション、助さん）

1992年
- キン肉マン キン肉星王位争奪編（サタンクロス〈サムソン〉、本物のソルジャー、カメハメ）
- クッキングパパ（信之）
- フランダースの犬 ぼくのパトラッシュ（馬車の主人）
- 幽☆遊☆白書（1992年 - 1994年、牙野、権田原、大竹）

1993年
- 機動戦士Vガンダム（タシロ・ヴァゴ）

1994年
- ゴールFH（ペレ、宮本正浩）
- ジャングルの王者ターちゃん♡（アレクサンド・コーガン）
- ジーンダイバー（バラン、ダーナ・シー）
- 超くせになりそう（角沢監督）
- 覇王大系リューナイト（1994年 - 1995年、セラナン、側近）
- モンタナ・ジョーンズ（チャルニコフ大佐）

1995年
- アリス探偵局（ヒカリの父、Dr.ホー）
- 行け!稲中卓球部（立川盛夫）
- 怪盗セイント・テール（森中秀雄）
- NINKU -忍空-（双乾）
- 忍たま乱太郎（1995年 - 1996年、ポッポ、ノッポ忍者、雪氷寒風、山輪白金、漁師、走左衛門）
- モジャ公（ガリガリバー）
- ヤンボウ ニンボウ トンボウ（隊長）

1996年
- 機動新世紀ガンダムX（アベル・バウアー）
- こちら葛飾区亀有公園前派出所（田中）
- 逮捕しちゃうぞ（池永）
- 爆走兄弟レッツ&ゴー!!（1996年 - 1998年、隼人の父、社長、一文字博士） - 3シリーズ
- 名探偵コナン（1996年 - 2006年、西本健、船長、上原康夫、北川、日野昌平、ニセ刑事B、佐塚良兼）
- YAT安心!宇宙旅行（職人）
- るろうに剣心 -明治剣客浪漫譚-（傀王）

1997年
- 救命戦士ナノセイバー（ハーン）
- 金田一少年の事件簿（1997年 - 1999年、聖正智明、渡辺鐘）
- BURN-UP EXCESS（課長、ママ、将軍）
- はいぱーぽりす（桜の父）

1998年
- アリスSOS（グルメ大王）
- カウボーイビバップ（オットー）
- 太陽の子エステバン（BS版）（サバル）
- TRIGUN（モーガン）
- ブレンパワード（レイト）
- MASTERキートン（猟師）
- ようこそロードス島へ!（カシュー王）

1999年
- KAIKANフレーズ（伊藤〈美佐の夫〉）
- 人形草紙あやつり左近（高村克彦）
- 週刊ストーリーランド（1999年 - 2001年、幕僚長、大蔵誠、朝治、勘助）
- 装甲救助部隊レストル（監督）
- デジモンアドベンチャー（メラモン）
- ポケットモンスター（1999年 - 2002年、デボ、カイドウ、シラヌイ博士）
- 無限のリヴァイアス（軌道艦隊司令官）

2000年
- 幻想魔伝 最遊記（赤鬼）
- Bビーダマン爆外伝V（ファザーボン）

2001年
- グラップラー刃牙（キャプテン・ストライダム）
- サイボーグ009 THE CYBORG SOLDIER（司令官）
- サラリーマン金太郎（るみ子）
- スクライド（劉大蓮、男）
- だいすき!ぶぶチャチャ（サンタクロース）
- ノワール（評議員）
- ポケットモンスタークリスタル ライコウ雷の伝説（シラヌイ博士）

2002年
- 真・女神転生Dチルドレン ライト&ダーク（バルビエル隊長）
- デュエル・マスターズ（2002年 - 2003年、導師）
- ロックマンエグゼ（2002年 - 2005年、綾小路之彦、シェードマン） - 3シリーズ

2003年
- アストロボーイ・鉄腕アトム（ゴードン）
- 京極夏彦 巷説百物語（楠ノ伝蔵）
- Gilgamesh（ハワード・アルメンドロス）
- コロッケ!（ジェラート）
- 冒険航空会社モンタナ（チャルニコフ大佐）
- 冒険遊記プラスターワールド（領主）
- ヤミと帽子と本の旅人（バルタニエフ）

2004年
- A15シリーズ（変身3部作）
  - 超変身コス∞プレイヤー（ISO幹部）
  - ヒットをねらえ!（天知刑事 / 田宮俊太郎）
  - LOVE♥LOVE?（ヤオの者）

- 魁!!クロマティ高校（ナレーション）
- ゾイドフューザーズ（ワッツ）
- 光と水のダフネ（八木浩輔）

2005年
- ああっ女神さまっ（2005年 - 2006年、神様） - 2シリーズ
- スターシップ・オペレーターズ（シェンロンの副艦長）
- ゾイドジェネシス（ジーン）
- ブラック・ジャック（田口医師）
- 雪の女王（パルメ）
- わがまま☆フェアリー ミルモでポン! ちゃあみんぐ（アモン）

2006年
- きらりん☆レボリューション（2006年 - 2009年、大文字源五郎） - 2シリーズ
- 銀魂（親父）
- タクティカルロア（リディル総代表）
- NIGHT HEAD GENESIS（御厨恭二郎）
- 働きマン（堂島保）
- 味楽る!ミミカ（ダリィ）

2007年
- GR-GIANT ROBO-（比嘉義彦、潜行士官）
- スパイダーライダーズ 〜よみがえる太陽〜（クイント）
- D.Gray-man（フレイ）
- デルトラクエスト（ジャード、エンドン）
- レンタルマギカ（オズワルド）

2008年
- ゴルゴ13（2008年 - 2009年、セルゲイ、電話の男）
- 屍姫 シリーズ（2008年 - 2009年、高峰宗現） - 2シリーズ
- 絶対可憐チルドレン（長官 / 三宮警察庁長官）
- テレパシー少女 蘭（滝沢）
- To LOVEる -とらぶる-（2008年 - 2010年、ギド・ルシオン・デビルーク） - 2シリーズ

2009年
- CANAAN（合衆国大統領）
- グイン・サーガ（ギース祭司長）
- シャングリ・ラ（セルゲイ・タルシャン）
- ティアーズ・トゥ・ティアラ（白の精霊）
- フレッシュプリキュア!（ゴードン）

2010年
- 神のみぞ知るセカイ（美生の父）
- たまごっち!（2010年 - 2014年、キャプテン号っち）

2011年
- GOSICK -ゴシック-（マスグレーブ）
- ダンタリアンの書架（社長）
- バクマン。シリーズ（2011年 - 2012年、鳥嶋取締役） - 2シリーズ

2012年
- 戦姫絶唱シンフォギア（トニー＝グレイザー）
- ヨルムンガンド PERFECT ORDER（日野木）

2013年
- ジョジョの奇妙な冒険（メッシーナ）
- 団地ともお（スポーツ大佐）
- ドキドキ!プリキュア（四葉星児）
- ビーストサーガ（バーゴラー）

### 劇場アニメ
1979年
- エースをねらえ!

1983年
- ザブングル グラフィティ

1987年
- 紅い眼鏡/The Red Spectacles（文明の部下）

1990年
- それいけ!アンパンマン おむすびまん（ぶた地蔵）

1993年
- かいけつゾロリ（パンツンダ、海賊の子分）

1994年
- ウメ星デンカ 宇宙の果てからパンパロパン!（家臣）
- ドラえもん のび太と夢幻三剣士（兵士A）

1995年
- MEMORIES「大砲の街」（指揮官）

1998年
- 新機動戦記ガンダムW Endless Waltz 特別篇（真トロワ）

2000年
- ああっ女神さまっ（議長）

2002年
- シックス・エンジェルズ（クラーク）

2005年
- 機動戦士Ζガンダム A New Translation -星を継ぐ者-（ブラン・ブルターク）
- 機動戦士ΖガンダムII A New Translation -恋人たち-（ブラン・ブルターク）

2007年
- 劇場版 NARUTO -ナルト- 疾風伝（黄泉）

2009年
- CANAAN（合衆国大統領）

2013年
- 映画 ドキドキ!プリキュア マナ結婚!!?未来につなぐ希望のドレス（四葉星児）

### OVA
1988年
- 吸血姫美夕（藍子の父）
- 秘伝忍法帳 白獅子五番勝負 五重島の戦い（雷王黒獅子）
- 竜世紀

1989年
- イース（アドルの父）
- エンゼルコップ
- 聖獣機サイガード -CYBERNETICS・GUARDIAN-

1990年
- 楳図かずおの呪い
- ガッデム
- 孔雀王2 幻影城
- THE八犬伝（巨田薪六郎助友）
- 緑野原迷宮

1991年
- EXPER ZENON（エクスパー・ダイオン）
- SOL BIANCA2
- DETONATORオーガン
- BURN-UP

1992年
- 間の楔（ポリスC）
- BASTARD!! -暗黒の破壊神-
- マグマ大使（飛鳥文明）

1993年
- 特捜戦車隊ドミニオン
- ブラック・ジャック（医師A）
- 紅狼

1994年
- 銀河英雄伝説（ラフト）
- 修羅がゆく（京本錠児）
- ジョジョの奇妙な冒険（運転手）
- 装甲騎兵ボトムズ 赫奕たる異端（司令官）
- 七都市物語 〜北極海戦線〜（ニュー・キャメロット郵政大臣）
- 覇王大系リューナイト アデュー・レジェンド（1994年 - 1995年、ギルツ）
- 放課後の職員室（田村）
- マーズ（「こんごう」艦長）

1995年
- 楽勝!ハイパードール（大イナゴ）

1996年
- アーシアンIII（幹部）
- BURN-UP W（警部、部下）
- 覇王大系リューナイト アデュー・レジェンド・ファイナル（ギルツ）

1997年
- 新機動戦記ガンダムW Endless Waltz（男 / 真のトロワ・バートン）

1999年
- 快刀乱麻 THE ANIMATION（徳川義宗）
- 黒の断章（凉崎聡）

2004年
- 蒼い海のトリスティア（アーサー・グリフェン）

2006年
- 機動戦士ガンダムSEED C.E.73 STARGAZER（ホアキン中佐）

2011年
- 大草原と白馬（ドルジ）

### Webアニメ
- The King of Fighters: Another Day（2005年、セス）

### ゲーム
2015年以降の出演作品は生前の収録音声を引用したライブラリ出演。
1990年
- ソル・ビアンカ（スペースハリー、ジクムント68・69世、アクワイヤー、マカリスター、メラニオン）

1994年
- YAWARA!2

1995年
- 機動戦士ガンダム（パオロ・カシアス、ジーン） - セガサターン版
- ソリッドフォース（スコット・ダニエルソン）

1996年
- 新スーパーロボット大戦（タシロ・ヴァゴ）

1997年
- 機動戦士Ζガンダム（ブラン・ブルターク）
- スーパーロボット大戦F / 完結編（1997年 - 1998年、エリート兵、ブラン・ブルターク） - 2作品

1998年
- 機動戦士ガンダム ギレンの野望（1998年 - 2006年、シン・マツナガ、ブラン・ブルターク） - 3作品
- Schwarzschild WING（ハインツ・グライフス）
- どきどきポヤッチオ（メルビン、ロン）
- バックガイナー（須田隆二）

1999年
- SDガンダム GGENERATION（1999年 - 2025年、シン・マツナガ、ブラン・ブルターク、タシロ・ヴァゴ、ブラッド） - 13作品
- ジョジョの奇妙な冒険 - PS版
- スーパーロボット大戦コンプリートボックス（ブラン・ブルターク）

2000年
- アリス イン ナイトメア
- ザ・キング・オブ・ファイターズ（2000年 - 2020年、セス） - 5作品
- スーパーロボット大戦α（ブラン・ブルターク、タシロ・ヴァゴ、帝国監察軍兵）
- ハートフルメモリーズ 〜Little Witch Parfait 2〜（黒騎士）

2001年
- シェンムーII（洪徳林）
- スーパーロボット大戦α外伝（ブラン・ブルターク）

2002年
- 機動戦士ガンダム ギレンの野望 ジオン独立戦争記（シン・マツナガ）

2003年
- 機動戦士ガンダム めぐりあい宇宙（シン・マツナガ）
- 機動戦士Ζガンダム エゥーゴvs.ティターンズ（ブラン・ブルターク）

2004年
- 機動戦士ガンダム ガンダムvs.Ζガンダム（ブラン・ブルターク）
- KOF MAXIMUM IMPACT / REGULATION "A"（2004年 - 2007年、セス） - 2作品
- スーパーロボット大戦GC / XO（2004年 - 2006年、ジオン強化兵、ロングー星兵） - 2作品

2005年
- 機動戦士ガンダム 一年戦争（シン・マツナガ）

2006年
- ヴァルハラナイツ（ラスティル）
- 機動戦士ガンダム クライマックスU.C.（ブラン・ブルターク）
- 機動戦士ガンダム スピリッツオブジオン（シン・マツナガ）
- ガンダムバトルロワイヤル（シン・マツナガ）

2007年
- ガンダムバトルクロニクル（シン・マツナガ、ブラン・ブルダーク）
- きらりん☆レボリューション めざせ!アイドルクイーン（大文字源五郎）
- グローランサーVI（ザフリード）
- スーパーロボット大戦Scramble Commander the 2nd（ブラン・ブルターク）

2008年
- ガンダムバトルユニバース（シン・マツナガ、ブラン・ブルダーク）
- 機動戦士ガンダム ギレンの野望 アクシズの脅威（シン・マツナガ、ブラン・ブルターク）
- スーパーロボット大戦A PORTABLE（バーム星兵）
- スーパーロボット大戦Z（ブラン・ブルターク、アベル・バウアー）
- トゥー・ヒューマン（ヘイムダル）

2009年
- Gears of War 2（プレスコット議長）

2012年
- 機動戦士ガンダム オンライン（マツナガ）

2013年
- ジョジョの奇妙な冒険 オールスターバトル（メッシーナ）

2014年
- 機動戦士ガンダム エクストリームバーサス（2014年 - 2016年、シン・マツナガ） - 3作品

2015年
- ジョジョの奇妙な冒険 アイズオブヘブン（メッシーナ）

2017年
- スーパーロボット大戦V（ブラン・ブルターク）

2020年
- 機動戦士ガンダム エクストリームバーサス2（2020年 - 2025年、シン・マツナガ） - 4作品

2021年
- スーパーロボット大戦30（タシロ・ヴァゴ）

2022年
- ジョジョの奇妙な冒険 オールスターバトルR（メッシーナ）

### ドラマCD
- 間の楔 DARK-EROGENOUS（カイル）
- Weiß kreuz Dramatic CollectionIII Kaleidscope Memory（戸倉）
- カタルシス・スペル（グルド）
- 風の伝説ザナドゥII（船長）
- 金環蝕 山藍紫姫子の世界（メルローズの父）
- 豪華客船で恋は始まる（スコット）
- GファンタジーコミックCDコレクション ファイアーエムブレム暗黒竜と光の剣（サムシアンの頭目）
- しなやかな熱情（堺和宏）
- 少年探偵 鹿鳴敬介（ナレーション）
- トリニティ・ブラッド Rage Against the Moons II（モンテセッコ）
- はじめの一歩（宮田の父）
- 富士見二丁目交響楽団 D線上のアリア（吉原雅弘、小料理ふじみのおやじ）
  - 富士見二丁目交響楽団 赤い靴ワルツ（小料理ふじみのおやじ、校長）
  - 富士見二丁目交響楽団 リサイタル狂騒曲（小料理ふじみのおやじ、団員）
- NIGHT HEAD GENESIS ドラマCD 〜時の迷子〜（御厨恭二郎）
- BURN-UP EXCESS（課長）
- 魔界学園I 転校生編（教師）
- 幽遊白書 異次元砲阻止編（大竹）

### ラジオドラマ
- FMラジオ 恋する音楽小説「ローリング20'S」（1999年）
- 銀河鉄道999（2001年、機械伯爵）

### 吹き替え

#### 担当俳優
ウィレム・デフォー
- インサイド・マン（ジョン・ダリウス警部）
- インファナル・ディール 野蛮な正義（バド・カーター）
- ファーナス/訣別の朝（ジョン・ペティ）
- ライフ・アクアティック（クラウス・ダイムラー）

ブルース・ウィリス
- エクスペンダブルズ（チャーチ）
- ダイ・ハード/ラスト・デイ（ジョン・マクレーン）※劇場公開版
- ファイヤー・ウィズ・ファイヤー 炎の誓い（マイク・セラ）
- ムーンライズ・キングダム（シャープ保安官）
- LOOPER/ルーパー（オールド・ジョー）

ランベール・ウィルソン
- キャットウーマン（ジョージ・ヘデア）※ソフト版
- マトリックス レボリューションズ（メロヴィンジアン）※劇場公開版
- マトリックス リローデッド（メロヴィンジアン）※劇場公開版

#### 映画
- アート・オブ・ウォー（デヴィッド・チャン〈ケイリー＝ヒロユキ・タガワ〉）※ソフト版
- アーミクロン
- 愛の選択
- 愛と呼ばれるもの（カイル・デヴィッドソン〈ダーモット・マローニー〉）
- アウト・オブ・サイト（ケネス〈イザイア・ワシントン〉）※日本テレビ版
- 明るい離婚計画（トニー〈ヴィンセント・パストーレ〉）
- アナポリス 青春の誓い（ジェイクの父〈ブライアン・グッドマン〉）
- ALI アリ（アリの父〈ジャンカルロ・エスポジート〉）
- アン・ハサウェイ/裸の天使（スチュアート・ラング〈マイケル・ビーン〉）
- 依頼人（ハーディ巡査部長〈ウィル・パットン〉）※テレビ朝日版
- インターセプター（マルティネス）※テレビ東京版
- 美しい人（リチャード〈ジョー・マンテーニャ〉）
- 美しすぎる母（ブルックス・ベークランド〈スティーヴン・ディレイン〉）
- エージェント:ライアン（ウィリアム・ハーパー〈ケビン・コスナー〉）
- X-メン（ローグの父親〈ジョン・ネルズ〉）※ソフト版
- エディー 勝利の天使（ネイト・ウィルソン〈ジョン・サリー〉）
- F/X2 イリュージョンの逆転（マッケイ〈フィリップ・エイキン〉、警備員、男4）※VHS版
- エリザベス（フランス大使ド・フォア〈エリック・カントナ〉）
- オールド・ルーキー
- 狼たちの街（ジェフリー・マキャファティ特別捜査官〈ダニエル・ボールドウィン〉、ジャック・フリン〈ウィリアム・ピーターセン〉）※ソフト版
- 合衆国最後の日（キンケイド大尉〈リッチ・ステバー〉）
- カリートの道（ベニー・ブランコ〈ジョン・レグイザモ〉）
- キッドナッパー（フレディ・メッシーナ）
- きみに読む物語（ジョン・ハミルトン〈デヴィッド・ソーントン〉）
- キャメロット・ガーデンの少女（モートン・ストッカード〈クリストファー・マクドナルド〉）
- キリング・ミー・ソフトリー（ダニエル〈イアン・ハート〉）※テレビ東京版
- キング・オブ・ザ・ヴァンパイア（テペス / ドラキュラ〈パトリック・バーギン〉）
- キングコング ※テレビ朝日新録版
- クローサー（チョウ社長）
- クローン（ハサウェイ〈ヴィンセント・ドノフリオ〉）
- クロッカーズ（ヴィクター・ダナム〈イザイア・ワシントン〉）
- K-19（ユーリ・デミチェフ〈スティーヴ・ニコルソン〉）※ソフト版
- ゴー・ファースト 潜入捜査官（ジャン＝ドー・パオリ〈オリヴィエ・グルメ〉）
- コーラスライン（グレッグ）
- コールド マウンテン（ヴィージー牧師〈フィリップ・シーモア・ホフマン〉）※ソフト版
- ゴーン・ベイビー・ゴーン（ライオネル・マックリーディ〈タイタス・ウェリヴァー〉）
- 恋はワンダフル!?（デクラン〈ポール・ヒッキー〉）
- 告発文書2（ラフィエル〈コンラッド・ダン〉）
- コモド（デンビー〈ポール・グリーソン〉）
- サイバー・ジャック（ナジーム〈ブライオン・ジェームズ〉）
- ザ・シューター/極大射程（ガー）
- ザ・マペッツ（テックス・リッチマン〈クリス・クーパー〉）
- SAMURAI サムライ（マルス〈ドミニク・キーティング〉）
- ザ・ファン ※ソフト版、（放送技師〈ジャック・ブラック〉）※テレビ朝日版
- ザ・ファントム ※テレビ朝日版
- ザ・ロック（ロンナー〈ザンダー・バークレー〉、FBIエージェント・ハント〈ラルフ・ペデュート〉）※ソフト版
- 60セカンズ（ロジャー〈スティーブン・シェレン〉）※ソフト版
- ジャッジ 裁かれる判事（ドワイト・ディッカム〈ビリー・ボブ・ソーントン〉）
- シャネル&ストラヴィンスキー（セルゲイ・ディアギレフ〈グリゴリイ・マヌコフ〉）
- ジャングル・ジョージ（ナレーター）
- ジャングル・ジョージ2（ナレーター）
- シュリンジ（アダム・ガルー〈ブルース・ペイン〉）
- 処刑教室 地獄のターミネーター（サンダース）
- シルミド/SILMIDO（チョ軍曹〈ホ・ジュノ〉）※ソフト版
- 新ポリス・ストーリー Pom Pom（係長〈ジェームス・ティエン〉）
- ズーランダー（J・P・プルウィット〈デイヴィッド・ドゥカヴニー〉）
- スウォーズマン 女神復活の章（チン〈エディ・コー〉）
- スターゲイト（フェレッティ中尉〈フレンチ・スチュワート〉）※ソフト版
- スティーブ・マーティンのロンリー・ガイ（ジャック・フェンウィック〈スティーブ・ローレンス〉）
- スノー・バディーズ 小さな5匹の大冒険（フランソワ〈ロテール・ブリュトー〉）
- スピード（中年男）※ソフト版、（リポーター、ビジネスマン）※テレビ朝日版
- スリープ・ウィズ・ミー（ジョセフ〈エリック・ストルツ〉）
- SLC（ソルト・レイク・シティ）PUNK!!!（スティーボの父〈クリストファー・マクドナルド〉）
- ダーク・ブルー（ベントリー司令官〈チャールズ・ダンス〉）
- ダークマン2（デヴィッド・ブリンクマン）※ソフト版
- ダイ・ハード2（オズボーン・コクラン〈ジョン・コステロー〉）※ソフト版
- ダイ・ハード3（カール）※ソフト版
- 大富豪、大貧民（ブラッド・セクストン〈ティム・アレン〉）
- 宝島（スモレット船長〈ベイジル・シドニー〉）※DVD版
- ダブル・テイク（マルティネス捜査官）
- ダメージ（刑事〈デヴィッド・シューリス〉）※ソフト版
- ため息つかせて（ジェームズ・ウィーラー〈ウェズリー・スナイプス〉）
- 団塊ボーイズ（ボビー・デイヴィス〈マーティン・ローレンス〉）
- 探偵犬シャーロック（シャーロック・ボーンズ）
- チャーリーとチョコレート工場（ティービー氏〈アダム・ゴドリー〉[47]）※日本テレビ版
- チャレンジャー号 73秒の真実（クティナ大将〈ブルース・グリーンウッド〉）
- TUBE（カン・ギテク〈パク・サンミン〉）※ソフト版
- 沈黙の激突（ロビンソン〈アンドリュー・ビックネル〉）
- 天才チンパンジー ジャック/スノーボードは最高!（ポーリー）
- ツイン・ドラゴン（ウィン〈アルフレッド・チョン〉）※テレビ朝日版
- デイビー・クロケット/鹿皮服の男（トバイアス・ノートン少佐）
- 鉄ワン・アンダードッグ（署長）
- デトネーター ※テレビ東京版
- デンジャラス・ビューティー2（ジョエル〈ディードリック・ベーダー〉）※ソフト版
- 逃亡者（ロリンズ保安官〈ニック・サーシー〉）※ソフト版
- ドッグ・ショウ!（スコット〈ジョン・マイケル・ヒギンズ〉）
- トパーズ（アンドレ・デベロウ〈フレデリック・スタフォード〉）※BD版
- ナイト&デイ（アントニオ・キンターナ〈ジョルディ・モリャ〉）※劇場公開版
- ナショナル・トレジャー リンカーン暗殺者の日記（コナー〈タイ・バーレル〉）
- ニューヨークの恋人 ※日本テレビ版
- ネメシス（ヨシロー・ハン〈ユウジ・オクモト〉）
- ハード・プレイ（トニー・ストゥッキ、フライト）
- ハートブレイク・タウン（トミー〈ピーター・ドブソン〉）
- パーフェクト・ワールド（ボビー・リー〈ブラッドリー・ウィットフォード〉）※テレビ東京版
- BIOHAZARD デス・プラント（アイザックス〈ジェームズ・マッゴーワン〉）
- パイレーツ・オブ・カリビアン/生命の泉（エゼキエル〈クリストファー・フェアバンク〉[48]）
- パッション・プレイ（サム・アダモ〈リス・エヴァンス〉）
- ハットしてキャット（ハンバーフルーブ社長〈ショーン・ヘイズ〉）
- バットマン リターンズ（マックス・シュレック〈クリストファー・ウォーケン〉）※テレビ朝日版（追加収録部分）
- パニック・イン・ザ・ダーク（クリストフ）
- ハムナプトラ3 呪われた皇帝の秘宝（ヤン将軍〈アンソニー・ウォン〉）※劇場公開版
- ヒーロー/靴をなくした天使 ※ソフト版
- ビッグ・リボウスキ（ジーザス・クィンターナ〈ジョン・タトゥーロ〉）※新ソフト版
- 羊たちの沈没（ジョー・ディー・フォスター〈ビリー・ゼイン〉）
- ビバリーヒルズ・コップ3（セルジュ〈ブロンソン・ピンチョット〉）※テレビ朝日版
- ビヨンド・サイレンス（マーチン）
- ファーザーズ・デイ（ボブ・アンドリュース〈ブルース・グリーンウッド〉）
- ファム・ファタール（セーラ〈ティエリー・フレモン〉）※テレビ朝日版
- フォー・ザ・ボーイズ（スタン・ニューマン）
- ブラザーズ・グリム（アンジェリカの父〈トマス・ハネク〉）
- PLANET OF THE APES/猿の惑星（グンナー〈エヴァン・デクスター・パーク〉）※日本テレビ版
- フリー・ウィリー 自由への旅立ち（ロルフ〈スティーヴン・ジェニングス〉）
- フリントストーン/モダン石器時代（ホーギー〈リチャード・モール〉）
- フル・ブラッド（トン・リン/チウ隊長）
- プレイデッド（フォスター〈イアン・グレン〉）
- ブレイド2（アサド〈ダニー・ジョン＝ジュールズ〉）※テレビ東京版
- ブレイド3（マーティン・ブリード本部長〈マーク・ベリー〉）※ソフト版
- プレタポルテ（タンピ警視〈ジャン・ロシュフォール〉、レジー）
- プレデター2 ※ソフト版
- フレンチ・キス（詐欺師のボブ〈フランソワ・クリュゼ〉）※ソフト版
- ベイブ（牧羊犬のレックス〈ヒューゴ・ウィーヴィング〉）※NHK版
- ホーム・アローン2 ※テレビ朝日版
- マーシャル博士の恐竜ランド（ガイコツ1、アナウンサー）
- マイ・ライフ（ポール・イワノヴィッチ〈ブラッドリー・ウィットフォード〉）※ソフト版
- Mr.ウッドコック -史上最悪の体育教師-（ウッドコック〈ビリー・ボブ・ソーントン〉）
- ミステリー、アラスカ（ウォルシュ〈マイケル・マッキーン〉）
- ミッション: 8ミニッツ（ラトリッジ博士〈ジェフリー・ライト〉）
- 耳に残るは君の歌声（ダンテ〈ジョン・タトゥーロ〉）
- ミラクル（ボブ・フレミング〈ドン・S・デイヴィス〉、アル・マイケルズ）
- みんなのうた（テリー・ボーナー〈ジョン・マイケル・ヒギンズ〉）
- ムービング・ターゲット（パーパイ〈ケン・トン〉）
- ムーンライト&ヴァレンチノ（ペンキ職人〈ジョン・ボン・ジョヴィ〉）
- ラストサマー2（ブルックス〈ジェフリー・コムズ〉）※ソフト版
- ラストデイズ（エルロイ）
- 乱気流/タービュランス（マーティ・ダグラス連邦保安官）※ソフト版
- リアル・スティール（ティム）
- ルート9（ドゥエイン〈ピーター・コヨーテ〉）
- ルーニー・テューンズ:バック・イン・アクション（ミスター・チェアマン〈スティーヴ・マーティン〉）
- レジェンド・オブ・アロー（ジョン王子〈ジョナサン・ハイド〉）※NHK版
- Let'sチェックイン!（ラトレッジ卿〈ルパート・エヴェレット〉）
- ロング・キス・グッドナイト（ティモシー〈クレイグ・ビアーコ〉）※ソフト版
- ワイアット・アープ（ジェームズ・アープ〈デヴィッド・アンドリュース〉）※テレビ東京版
- わすれな歌（ヨート〈ブラック・ポムトーン〉）
- 私がウォシャウスキー（バーナード（ブンブン）〈スティーヴン・メドウズ〉）
- ONCE ダブリンの街角で（イーモン〈ジェフ・ミノーグ〉）
- ワンダー・ガールズ 東方三侠2（大統領補佐官〈エディ・コー〉）

#### ドラマ
- IRIS-アイリス-（パク・チョリョン〈キム・スンウ〉）
- アンダー・ザ・ドーム（ジェームズ・“ビッグ・ジム”・レニー〈ディーン・ノリス〉）※シーズン2まで
- ERVI緊急救命室（ジョンソン〈アンドリュー・ローゼンバーグ〉）
- WITHOUT A TRACE/FBI 失踪者を追え!（ブライアン）
- エージェント・オブ・シールド（ジョン・ギャレット〈ビル・パクストン〉）
- X-ファイル ラザロ（ブラスキンFBI捜査官）※テレビ朝日版
- X-ファイル　S7EP1「第六の絶滅PartⅠ」EP2「第六の絶滅PartⅡ」（マイケル・クリッチュガウ〈ジョン・フィン〉）
- NCIS:LA 〜極秘潜入捜査班（レオン・ヴァンス〈ロッキー・キャロル〉）
- オデッセイファイブ（チャック・タガート〈ピーター・ウェラー〉）
- クローザー シーズン7 #3（スコット・エスポジート / スティーブン・ハーシュバウム〈アダム・アーキン〉）
- ケネディ家の人びと
- コバート・アフェア CIA諜報員アニー シーズン3 #7（ヘクター・セラーノ〈ネスター・セラーノ〉）
- サイエンス・シミュレーション 人類 火星に立つ（リック・アーウィン〈マイケル・ライリー〉）
- ザ・ホワイトハウス #11（ボビー）
- サマンサ Who?（チェイス・チャップマン〈リック・ホフマン〉）
- CSI:13 科学捜査班 #13（マック・テイラー〈ゲイリー・シニーズ〉）
- CSI:ニューヨーク（マック・テイラー〈ゲイリー・シニーズ〉）
- CSI:マイアミ3　EP11「一族の汚名」（サル・コールマン）
- CSI:マイアミ4 #7（マック・テイラー〈ゲイリー・シニーズ〉）
- 処刑調書（A.J.シマムラ〈ケイリー＝ヒロユキ・タガワ〉）
- 新・80日間世界一周（スチュアート〈クリストファー・リー〉、ベネット〈ロバート・ワグナー〉）※VHS版
- スーパーナチュラル（ルシファー〈マーク・ペルグリノ〉）
- スタートレック:エンタープライズ（シレック・シュラン〈ジェフリー・コムズ〉）
- スタートレック:ディープ・スペース・ナイン
  - シーズン2 #6（ファリット・コット〈ピーター・クロンビー〉）
  - シーズン7 #4（ソロック〈グレゴリー・ワグロウスキー〉）
- 第一容疑者 希望のかけら（ミッチエル警視正）
- TAKEN（ビアーズ将軍〈ジェームズ・マクダニエル〉）
- デッド・ゾーン（マルコム・ジャヌス〈マーティン・ドノヴァン〉）
- NUMBERS 天才数学者の事件ファイル（S2EP17「マインド・ゲーム」S5EP13「消えた捜査官」サイモン・クラフト〈ジョン・グローヴァー〉）
- PERSON of INTEREST 犯罪予知ユニット シーズン2 #8（ダニエル・ドレーク〈マーク・ペルグリノ〉）
- バイオニック・ウーマン パイロット版（スミス〈トーマス・クレッチマン〉）
- ヒューマン・ターゲット（JD〈ロジャー・バート〉）
- ふたりは最高!ダーマ&グレッグ
  - シーズン3 #5（ゲイリー・コリンズ）
  - シーズン5 #20（ミッチ・ピレッジ）
- ブル〜ウォール街への挑戦〜（ボビー〈ライアン・オニール〉）
- ホワイトカラー（ジュリアン・ラーセン〈ポール・ブラックソーン〉）
- 名探偵ポワロ ※NHK版
  - 誘拐された総理大臣（イーガン〈ジャック・イーガン〉）
  - 愛国殺人（アンホールド、警官）
  - プリマス行き急行列車（駅アナウンス）
  - コックを捜せ（警官、船員）
  - なぞの遺言書（医者）
  - スタイルズ荘の怪事件（裁判長、運転手、駅アナウンス）
  - 死者のあやまち（ジョージ・スタッブス卿〈ショーン・パートウィー〉）
- 名探偵モンク5（クリス・ケダー〈ブラッド・ハント〉）
- THE MENTALIST メンタリストの捜査ファイル4（EP6「カーマインの行方」フィリップ・カーマイケル〈ダニエル・ヒュー・ケリー〉）
- 冷血（ディック・ヒコック〈アンソニー・エドワーズ〉）

#### アニメ
- アイアンマン（モードック、リビングレーザー〈初代〉、クリムゾン・ダイナモ）
- アメリカン・ドラゴン（ハンツマン）
- アルジュンの大冒険 〜氷の蓮の謎〜[49]（ドローナ）
- おまかせ!プルーデンスおばさん（デュロック警部）
- カーズ2（ブレント・マスタングバーガー[50]）
- 最強武将伝 三国演義（司馬懿）
- ザ・バットマン（キラークロック）
- ジャスティス・リーグ（ドクター・フェイト）
- スーパーマン（ドクター・フェイト）
- スーパー・ロボット・モンキー・チーム・ハイパーフォース GO!（アンタウリ）
- セントラルパークの妖精 スタンリーのゆかいな冒険
- 超ロボット生命体 トランスフォーマー プライム（ガイアユニクロン[51]）
- ドラゴン・テイルズ（ケツァール）
- ガジェット警部
- ビーストウォーズ 超生命体トランスフォーマー（ユニクロン）
- ブランディ アンド Mr.ウィスカーズ（ギャスパー・レ・ゲッコー）
- プレーンズ（ブレント・マスタングバーガー）
- プレーンズ2/ファイアー&レスキュー（ブレント・マスタングバーガー[52]）
- ペット・エイリアン（スワンキー）
- ベン10 エイリアンフォース（パラドックス）
- ベン10 アルティメットエイリアン（パラドックス）
- ベン10 オムニバース（パラドックス）
- ボルト（ドクターキャリコ）
- ミュータント タートルズ（ロックステディ、マクフィンガー）
- リセス 〜ぼくらの休み時間〜（コーンチップの父〈ルーク・ルメイズ〉）
- ルーニー・テューンズ（ペペ・ル・ピュー、解説）
  - トゥイーティーのフライング・アドベンチャー 80日間世界一周大冒険
  - ルーニー・テューンズ・ショー[53]
  - シルベスター&トゥイーティー ミステリー

### パチンコ・パチスロ
- パチスロキン肉マン〜キン肉星王位争奪編〜（2008年、プリンス・カメハメ、サタンクロス）
- 魂斗羅3D（2013年、ハル司令官）

### 特撮
- 重甲ビーファイター（1995年、戦闘メカ・ダンガーの声）
- ビーファイターカブト（1996年、棘幻獣ザボデーラの声）
- 魔法戦隊マジレンジャー（2005年、シチジューローの声）

### テレビドラマ
- ボイスレコーダー 〜残された声の記憶〜 ジャンボ機墜落20年目の真実（2005年8月、TBS） - 声の出演

### ナレーション
- 杏のヒストリージャーニー ヘミングウェイが愛したキューバ（2013年、BS日テレ）
- Asia Insight選「カンボジア 最後の乗り合いトロッコ」（2014年、NHK-BS1）
- ETV特集 シリーズ大震災発掘（2011年、NHK教育）
- NNNニュースプラス1（日本テレビ）
- それ行けKinKi大冒険（日本テレビ）
- それ行けKinKi大放送（日本テレビ）
- かい決!ふしぎ捜査隊（青森テレビ）
- 海外ドラマ人気ランキングイッキ見SP! 第1回（2014年、日本テレビ）
- KinKi飯島直子の恋愛王 〜夜もGyu!とカップル〜（テレビ朝日）
- 衝撃の映像クラッシュ（TBS）
- ジャパン☆ウォーカー（日本テレビ）
- China WOW!（NHK国際放送、副音声ナレーション）
- 週末の怪人 -セントマーチンの夏-（日本テレビ）
- 家財スッキリ!!相談所（日本テレビ）
- 地球たべもの大百科（NHK教育）
- 天才てれびくん（NHK教育）
- BS世界のドキュメンタリー（NHK BS1）

### ボイスオーバー
- NHKスペシャル（NHK）
  - 「タイス少佐の証言 捕虜体験46日間の全記録」（1991年、ジェフリー・タイス少佐）
  - 「イラク復興 国連の苦闘」（2004年、ドラサブリエール国連大使）
  - 大欧州誕生 第1回「国境なき巨大市場〜ヒト・モノ・カネの激流〜」（2004年）
  - 「63億人の地図 寿命・2004年いのちの旅」（2004年）
  - 「疾走 ロボットカー〜アメリカ軍の未来戦略〜」（2005年）
  - 「学徒兵 許されざる帰還〜陸軍特攻隊の悲劇〜」（2007年、菅原道大）
  - 「日本人はなぜ戦争へと向かったのか」（2011年、山本五十六、東條英機）
  - 神の数式 第1回「この世は何からできているのか」（2013年、楊振寧）
  - カラーでよみがえる東京 〜不死鳥都市の100年〜（2014年）
- ETV特集「失われた言葉をさがして 辺見庸 ある死刑囚との対話」（2012年、NHK教育）
- 開拓者たち（NHK BSプレミアム）
- クラシック・ロイヤルシート（NHK-BS2）
  - 「クラシックドキュメンタリー 舞台芸術家ロザリーの世界」（1998年）
- コズミックフロント（NHKオンデマンド）
- 島耕作のアジア立志伝（NHK-BS1）
- 世界の叡智（えいち）6人が語る 未来への提言（NHK-Eテレ）
- 世界ふれあい街歩き（NHK）
- その時歴史が動いた（NHK）
  - 「クレオパトラ 世界帝国の夢 〜知られざる愛と誇りの決断〜」（2003年）
- 地球ドラマチック（NHK教育）
  - 「コウテイペンギン 〜氷の世界に生きる〜」（2004年）
  - 「50年後の未来」（2007年）
- ダボス会議2013 第1部・第2部（2013年、NHK-BS1）
- ドキュメント地球時間（NHK教育）
- ドキュメンタリー・ドラマ「ニュルンベルク裁判」（ロバート・ジャクソン判事）
- ニャンちゅうワールド放送局（NHK教育、ティム・バートンの吹き替え）
- 日曜美術館（NHK-Eテレ）
- 日立 世界・ふしぎ発見!（TBS）
- ハイビジョンスペシャル「最後の言葉〜作家・重松清が見つめた戦争〜」（2010年、NHK-BS2）
- ハイビジョン特集（NHK-BShi）
  - 「9.11.ニューヨーカーたちの5年」（2006年）
  - 「宝石〜神秘と魅惑の小宇宙〜」（2010年）
- BS世界のドキュメンタリー（NHK BS1）
- プレミアムカフェ（NHK-BSプレミアム）
  - 「シリーズ巨匠たちの肖像 革命を起こした隠者・セザンヌ」（2010年）
  - 「138億年の超絶景！宇宙遺産100」（2014年）
- 魔法の映画はこうして生まれる〜ジョン・ラセターとディズニー・アニメーション〜（NHK）
- リーマン予想・天才たちの150年の闘い 〜素数の魔力に囚われた人々〜（ピーター・サルナック博士）
- 夢は把瑠都〜力士めざすエストニアの子どもたち〜（NHK BS1）

### 人形劇
- NHK こどもにんぎょう劇場
  - 「ひょう徳さま」（放送年不明）（福の神）
  - 「セロひきのゴーシュ」（1999年）
  - 「銀のいずみ」（2001年）
  - 「じいさん岩のたから」（放送年不明）（祖父、じいさん岩）

### 舞台
- 若きウェルテルの悩み（1988年、客演） - 有藤敏生〈アルベルト〉
- 劇団軌跡 プロデュース公演vol.1（2002年、声の出演）
- フェドー劇場公演
  - オールウェイズ（2000年、原作） - 波風達也
  - 失われた時を求めて（2001年、原作）
  - ミューズ・ウォーリアーズ！〜新・女神伝説〜（2004年、原作）
  - オールウェイズ・リターンズ（2006年、原作・演出）
  - ハートフル・ミューズ（2009年、原作・演出）
  - 社長の大災難!!（2010年、原作・演出）
  - オールウェイズ〜again（2011年、原作・演出）
  - 甘い丘（2011年、演出）※番外公演
  - 耳に蚤〜疑いのとりこ〜（ジョルジュ・フェドー原作 2013年、演出）
  - 星の降る頃に（2013年）
  - アトリエ公演（2014年、原作・脚色・演出）

### テレビ番組
- NHK教育
  - ともだちいっぱい（ゴロリ）
  - つくってあそぼ（ゴロリ）
  - つくってワクワク（ゴロリ）
  - Eテレ60 E歌ココロの大冒険（ゴロリ）※ライブラリ出演
- NHK BSプレミアム ワンワンパッコロ!キャラともワールド（ゴロリ）※2016年度からライブラリ出演
- 受信寮の人々（ゴロリ）※ライブラリ出演
- 小さな旅（手紙朗読、NHK総合）

### その他コンテンツ
- 機動戦士ガンダム0079カードビルダー（シン・マツナガ）
- 朝霞市博物館（展示室のナレーション）